# Густаво Еспіна Салгеро
Густаво Адольфо Еспіна Салгеро (1946—2024) — гватемальський політик, віце-президент і тимчасовий президент країни.